# Slavětín nad Metují
Slavětín nad Metují (německy Slawietin an der Mettau) je obec v okrese Náchod v Královéhradeckém kraji. Žije zde 255 obyvatel. Obec je členem dobrovolného Svazku obcí Metuje.

## Historie
První písemná zmínka o obci pochází z roku 1495. V té době to byly dvě samostatné vsi, Slavětín a Hlohov (v některých pramenech uváděný též jako Lochov). Ke sloučení pod společným jménem Slavětín došlo někdy koncem 18. století. Obec střídavě patřila poddanstvím ke zboží veselickému, později novoměstskému a opočenskému. Menší část obce patřila určitou dobu i k panství žambereckému.
Obec měla vždy samostatné obecní zřízení, které nebylo do současnosti nikdy přerušeno. Od roku 1750 je doloženo pravidelné školní vyučování, nejprve v soukromých domech, později v samostatné škole. V roce 1895 byla slavnostně otevřena nově postavená škola, kde se vyučovalo až do roku 1965, kdy byla škola zrušena pro malý počet žáků. Školu navštěvovaly děti od 1. do 5. třídy, vyučování v tzv. měšťanských školách bylo zajišťováno v Novém Městě nad Metují, Opočně, Jaroměři a Českém Meziříčí. Od 1. září 1965 je spádovou školou základní škola v Českém Meziříčí, ačkoli od roku 1990 navštěvují děti také základní školy v jiných obcích (Černčice, Bohuslavice, Nahořany, Nové Město a dalších). V současné době (2020) v budově bývalé školy sídlí obecní úřad a obecní knihovna. Na zahradě obecního úřadu bylo v roce 2004 otevřeno nové hřiště na volejbal a tenis.

### Exulanti
V době pobělohorské během slezských válek emigrovaly z náboženských důvodů celé rodiny do pruského Slezska. Dělo se tak pod ochranou vojska pruského krále Fridricha II. Velikého. Hromadnou emigraci nekatolíků zpočátku organizoval Jan Liberda a zprostředkoval ji generál Christoph Wilhelm von Kalckstein. Jedním z pomocníků Jana Liberdy byl Václav Mervart (Merwardt), který ze Slavětína uprchl už v roce 1720. Protestantům mohly být odebrány děti a předány do péče katolickým opatrovníkům. Ze Slavětína z těchto důvodů uprchli tito rodáci: Mikuláš Jakl (chalupník), Mikuláš Jakl (sedlák), Magdalena Novotná, Václav Zounar a Kateřina Persteinová.

## Popis obce
Obec se nachází v údolí řeky Metuje a měla vždy ryze zemědělský charakter, doplněný živnostmi drobných řemeslníků. Po odchodu exulantů doby pobělohorské byla obec vyrabována a vylidněna. Na počátku 20. století zde žilo více než 500 obyvatel [zdroj?], což je zřejmě největší doložený počet.

## Obyvatelstvo
| Rok            | 1869 | 1880 | 1890 | 1900 | 1910 | 1921 | 1930 | 1950 | 1961 | 1970 | 1980 | 1991 | 2001 | 2011 | 2021 |
| -------------- | ---- | ---- | ---- | ---- | ---- | ---- | ---- | ---- | ---- | ---- | ---- | ---- | ---- | ---- | ---- |
| Počet obyvatel | 490  | 501  | 515  | 466  | 458  | 463  | 409  | 312  | 278  | 268  | 276  | 243  | 230  | 248  | 257  |
| Počet domů     | 81   | 81   | 81   | 85   | 86   | 89   | 96   | 100  | 83   | 79   | 81   | 80   | 66   | 85   | 92   |

## Obecní správa

### Obecní symboly
Znak a vlajka byly obci uděleny rozhodnutím předsedy Poslanecké sněmovny Parlamentu České republiky dne 5. října 2004.

## Pamětihodnosti a zajímavosti
Dominantu obce tvoří kaple Navštívení Panny Marie, dokončená v roce 1887 po úspěšné rekatolizaci zbytku slavětínského obyvatelstva. K dalším zajímavostem patří i nové koryto řeky Metuje, vybudované zajatci v době 1. světové války. Současně s ním byl vybudován i zavodňovací systém pro okolní pole a louky, který byl velmi dlouho využíván. V současné době (2019) však již není plně funkční. Další pozoruhodností je faremní chov jelena evropského, čítající více než 100 kusů. Na více než stoletou tradici dobrovolného hasičstva navázal, po několikaleté přestávce, v roce 2000 obnovený Sbor dobrovolných hasičů. V závěru roku 2003 zahájil svoji obnovenou činnost i oddíl stolního tenisu SK Sokol.

## Významní rodáci
- Václav Dašek (1887–1970), profesor statiky a dynamiky

## Členství obce v organizacích
- členem dobrovolného Svazku obcí Metuje